# 두루미
두루미(영어: red-crowned crane, 학명: Grus japonensis 그루스 야포넨시스[*]) 또는 학(鶴)은 두루미목 두루미과 한 종으로, 한국에서도 관찰할 수 있는 겨울철새이다. 몸길이 140cm의 대형 조류이며 목과 다리가 길다 수명은 최대 30~50년 정도이다. 두루미 보존을 위해 남북한과 러시아의 공동 협력이 필요하다고 전문가들은 제안한다.

## 주요 생태
러시아와 중국의 접경지역인 북만주, 삼강평야(아무르강 합수부), 한카호, 일본의 홋카이도 동부 쿠시로습지 등에서 번식하는 것으로 알려져 있으며, 일부일처제의 번식체제를 유지한다. 산란수는 2개이며, 암수가 어린새를 이듬해 4~5월까지 보살핀다(물론 3월에 독립시키는 경우도 있음). 여타 겨울철에 도래하는 조류와는 달리 번식기에 형성되는 가족군을 유지하는 독특한 조류이다(유 등, 2008). 가족군이 아닌 경우(2~4, 5년생 미성숙새)10여 개체의 무리를 짓거나 먹이를 공급하는 지역의 경우 100여 개체 이상의 집단을 이루어 생활한다(첨부된 8번째 사진참조). 두루미는 굉장히 사회적인 동물로, 나이든 개체가 어린 개체에게 이동 최단거리를 알려주어 목적지에 더 빨리 도착하게 하는 것이 확인되었다.

## 먹이 및 습성
한국에서의 겨울철 먹이는 주로 추수하다가 남은 쌀, 율무, 콩 등의 낙곡, 개천의 저서무척추동물(패류, 갑각류 등), 미꾸라지, 어류, 양서류, 옥수수 등을 먹는 잡식성이다. 강화 및 새만금지역 등의 갯벌에서 월동하는 두루미는 망둥어, 칠게 등이 주요 먹이원이다. 재두루미에 비해서는 육식성 먹이를 선호한다. 번식지에서는 습지에서 이용가능한 어류, 패류, 무척추동물(주로 우렁), 양서파충류, 소형포유류 등의 다양한 동물을 먹이로 한다. 건강한 성체는 인간 외의 천적이 거의 없다. 그러나 약하거나 어린 개체는 삵이나 여우등의 먹이가 된다. 알이나 부화한지 얼마 되지 않은 새끼새는 까마귀의 위협을 받는다. 번식지에서 두루미는 포식자를 맹렬히 공격하며, 월동지에서 혹시 모를 포유류 포식자들의 위협에 대비하기 위해 밤에는 얕은 물에서 잠을 잔다. 물은 열손실이 적고, 다가오는 잠재적 포식자(인간, 삵 등)를 물소리로 알아챌 수 있다는 장점이 있다. 겉으로는 쉽게 암수구분을 할 수 없지만, 방해요인에 대한 방어행동 혹은 다른 두루미나 재두루미에 대한 배타적 행동이 수컷에 나타나며, 번식기의 수컷은 화려한 춤으로 구애를 한다. 합창이라 해석되는 Unison call을 할 때 "뚜뚜루룩"하는 소리를 내는데, 먼저 소리를 내는 쪽이 수컷이며 반박자 후 따라서 약간 낮은 음색으로 소리를 내는 것이 암컷이다.

## 한국에서의 두루미

철원군 도래 두루미

매년 10월 말에서 3월 중순까지 한국에 도래하며 강원특별자치도(철원군이 가장 큰 월동지이며, 경기도(파주시, 연천군), 인천광역시(강화군)에 일부 도래하며, 강원특별자치도(고성), 전북특별자치도(김제시)의 만경강하구(새만금 갯벌) 등이 소규모 도래지이다. 1982년부터 대한민국에서 발행되고 있는 500원 동전 앞면에는 날고 있는 두루미의 모습이 그려져 있다.
과거 기록으로는 제2차 세계 대전 이전에 백천, 옹진, 연안과 서산, 당진, 예산, 청주, 진천, 음성, 진도, 강진, 해남, 완도, 장흥, 고흥 등 내륙과 해안지역에 두루 분포하였다. 하지만 한국 전쟁 이후에 인천, 김포, 임진각, 대성동, 연천, 철원, 양양 등의 지역에서 관찰 되었으며, 최근에는 강화도와 대성동, 연천, 철원 지역에 국한되어 서식한다. 현재 철원분지 지역이 가장 많은 두루미가 월동을 하며, 2008년 기준으로 약 700여 개체의 두루미가 철원 지역에서 월동하는 것으로 알려져 있다. 다음으로 경기도 연천 약 120개체(2008년), 파주 대성동의 개체군은 규모가 불확실하며, 강화도의 월동지에는 10개체 정도의 소수만이 도래한다. 그외 강원도 고성은 최근 관찰 기록이 없으며, 부산시 낙동강 하구 등에서 각 1회의 관찰기록이 있지만 지속적인 월동기록은 아니었다. 전북 김제의 경우 2005년 3월 김제 조류보호협회 회원에 의하여 2년생 암컷 미성숙새가 구조되어 2007년 기준으로 철원군 한국조류보호협회 야생조수류 구조센터에서 보호받고 있다(2020년 현재 방사상태). 환경부에서 실시하고 있는 전국겨울철새 동시센서스에 의하면 군산과 김제의 해안지역(새만금)에서 해마다 한쌍 정도가 월동하는 것으로 알려져 있다.

### 보전현황
대한민국에서는 문화재청에 의하여 천연기념물로 지정되어 있으며, 환경부 지정 멸종위기 야생생물 1급에 속한다. 국제적으로 보호를 요하는 조류이며, 공식적으로는 전 세계에 1,700-2,200개체가 생존하여 IUCN 적색목록 상 멸종위기(Endangered)종으로 분류되어 있다. 2022년 기준으로는 CR 등급에서 VU 등급으로 조정되었지만 높은 인조도와 함께 습지조류로서의 상징성을 가져 다양한 민간단체로 부터 보호대상이 되고 있다. 2005년 월동지를 기준으로 한 개체수에서 중국(장강 하구) 1,200개체, 일본(홋카이도) 1,000개체 이상, 대한민국(철원, 연천, 강화) 650개체(2023년 기준 2100개체로 증가함) 등 큰 서식지에서만 2,900개체로 추산되었다. 조선민주주의인민공화국의 경우 평안남도 해안 지역에 400여 개체, 철원지역에 일부 도래(남측 지역과 중복), 원산의 안변이 100여 개체가 있는 것으로 알려졌으나 최근 서식여건의 악화로 이동시기에만 일부 도래하는 것으로 알려져 보고되었다. Jung(2006)에 따르면 원산지역은 1980년대 100여개체가 지속적으로 월동하였으나, 꾸준히 감소하여 2000년도까지 4개체가 간혹 관찰 될 정도로 서식여건이 매우 악화된 것으로 보고하였다. 두루미는 비무장지대와 인접한 민간인통제지역에서 의존적으로 서식하는 상황이다(유승화 등 2012). 하지만 민간인통제지역은 지속적으로 해제압력이 있는 지역이며 현재까지 해제되어 왔다. 그에 따라 두루미의 서식분포는 민간인통제지역 안쪽으로 위축되는 양상을 보였으며, 이러한 양상은 두루미가 인간의 활동에 민감하기 때문으로 여겨진다(유승화 등 2014). 

### 개체군 변화양상
한국전쟁 이후 1970년대에 인천 연희동, 파주 자유마을과 대성동, 철원지역에 125~150개체가 보고되었다(Won 1980). 배(2000)에 따르면 1990년대 초 200여 개체에서 90년대 말 400개체 이상으로 증가한 것으로 보고하였다. 이후 철원군(2002)와 유승화 등(2022)의 연구결과에 따르면 철원지역의 두루미개체수가 기존에 알려진 450여개체 보다 100개체 정도가 많은 550개체(2002년), 1300여 개체(2023년 미발표)가 관찰 되었다. 또한 최근 조사결과에 따르면 두루미의 개체수가 철원지역 뿐만 아니라 연천, 파주 등에서도 증가하고 있으며 2000개체를 초과하는 상태로 파악되고 있다(유승화 등 2020).
같이 보기
- 여우
- 인천 연희동 및 경서동의 두루미 도래지 - 	천연기념물 제257호, 1977년 11월 22일 지정, 1984년 5월 22일 해지

## 사진

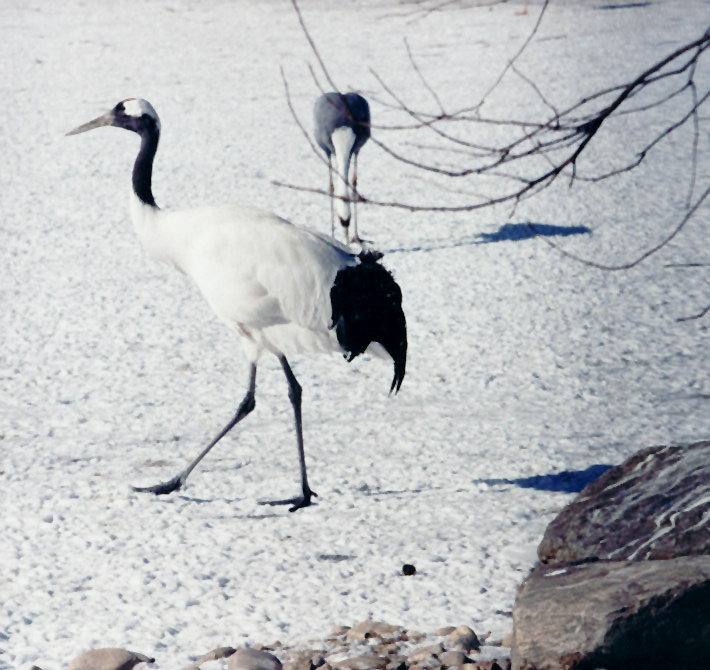
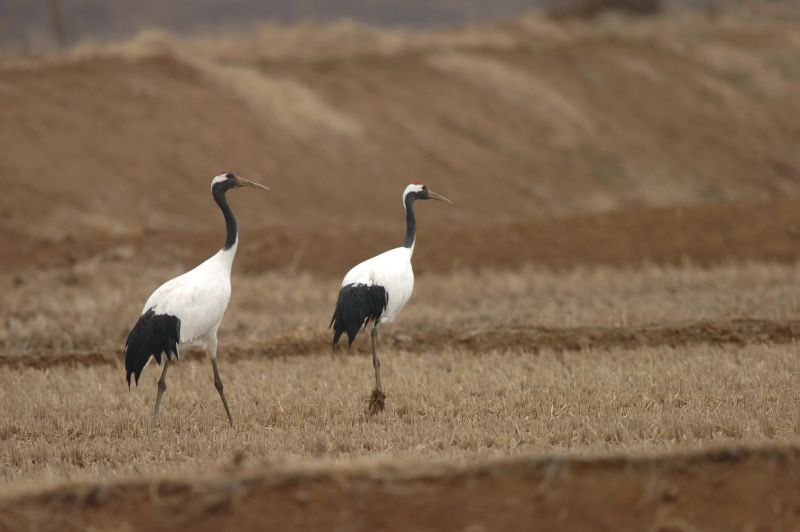
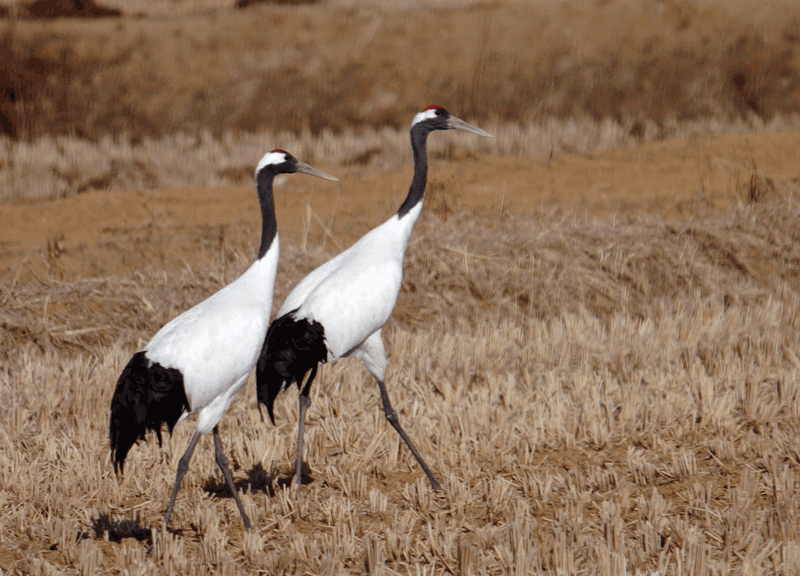

## 참고자료
- BirdLife International. 2001. 《Threatened birds of Asia: the BirdLife International Red Data Book》. Cambridge, UK: BirdLife International.
- Chan, S. 1999. 《Atlas of the key sites for cranes in the North East Asian Flayway.》 Tokyo; Wetland International in Japan.
- Masatomi, H. 2005. 《More than 1,000 Grus japonensis counted in Hokkaido in 2005.》 Bulletin of the Japan Cranes and Storks Network. 2: 1, p8-12.
- Chong, J. 2006. 《Conservation of the Threatened Birds of Asia, in particular Cranes and Black-faced Spoonbills.》 Conservation of the Threatened Bird Conservation in Asia for the cerebration of 50th Anniversary of Korea University. Tokyo, Japan. 11p.
- Won, P. O. 1980. Present Status of the Cranes Wintering in Korea and Their Conservation. Theses Collection, Kyunghee Univ. 10: 413-421.
- Won, P. O. 1981. 《Status and conservation of cranes wintering in Korea.》 in the Proceedings of International Crane Symposium at Saporo, Japan. Crane Research Around the World. Intl. Crane Foundation. Baraboo. Wisconsin.
- Klenova, A. V., I. A. Volondin and E. V. Volodina. 2008. Duet structure provides information about pair identity in the red-crowned crane (Grus japonensis) Japanese Journal of Ethology 26:317-325.
- 배성환. 2000. 비무장지대에 월동하는 두루미류의 서식지이용에 관한 연구: 월동수용능력과 GIS를 이용한 공간분포분석을 중심으로. 경희대학교 박사학위논문. 77pp.
- 유승화. 2004. 두루미와 재두루미의 분포에 미치는 요인과 가족군의 행동양상. 경희대학교 석사학위논문. 113pp.
- 유승화, 이기섭, 유정칠. 2008. 두루미류의 월동지역으로서의 철원 민간인통제지역에 대한 선호도: 2002~2003년 월동기. 한국조류학회지 15(1): 39-49.
- 유승화, 이기섭, 김인규, 강태한, 이한수. 2008. 두루미류의 취식무리 크기 및 구성과 도로에 의한 영향: 도로의 영향 vs 통행에 의한 영향? 한국환경생태학회지 23(1): 41-49.
- 유승화, 이기섭, 김진한, 허위행, 박종화. 2012. 철원지역 월동 두루미류의 서식지 이용 변화 추세: 2002-2012년 월동기. 한국조류학회지 19(2): 115-125.
- 유승화, 이기섭, 김화정, 허위행, 김진한, 박종화. 2014. 철원지역에서 월동하는 두루미와 재두루미의 서식밀도모델. 생태와 환경 47(4): 282-291.
- 유승화, 이기섭, 김수호, 박용현, 최진원, 김진한, 김화정, 허위행. 2022. 20년간 철원지역 두루미와 재두루미의 월동개체군 변화상. 한국조류학회지 29(2): 104-110.
- 철원군. 2002. 철새 보전계획 지속가능한 개발전략 수립연구. 462p.